# Округ Банер (Небраска)
Банер (енгл. Banner County) је округ у америчкој савезној држави Небраска.

## Демографија
По попису из 2010. године број становника је 690, што је 129 (-15,8%) становника мање него 2000. године.
| Група             | 2000.       | 2010.       |
| Белци             | 769 (93,9%) | 656 (95,1%) |
| Афроамериканци    | 1 (0,1%)    | 0 (0,0%)    |
| Азијати           | 1 (0,1%)    | 0 (0,0%)    |
| Хиспаноамериканци | 46 (5,6%)   | 26 (3,8%)   |
| Укупно            | 819         | 690         |